# Vlasta
Secondo la leggenda, Vlasta fu un'amazzone della Boemia. 
Già compagna della principessa Libussa, volle, dopo la morte di quest'ultima, nel 735, formare uno stato in cui le donne avrebbero dominato sugli uomini.
Ne stabilisce la sede sul monte Vidovlé, da cui il suo esercito avanzava sulle pianure vicine per devastarle. Fu così per otto anni il terrore della Boemia. Emanò un codice che consacrava la dipendenza e l'inferiorità degli uomini sotto ogni punto di vista. Il forte di Vidovlé fu preso d'attacco da Přemysl, il re della Boemia, e Vlasta muore combattendo.

## Fonti
- Profetesse, sovrane, guerriere. La mitologia boema e Cronache ceche delle origini, a cura di Dario Giansanti e Giuseppina Gatti. Edizioni Vocifuoriscena, Viterbo 2016. Isbn 9788894092677.

- « Vlasta », dal Marie-Nicolas Bouillet et Alexis Chassang (dir.), Dictionnaire universel d'histoire et de géographie, 1878